# Borgo Bainsizza
Borgo Bainsizza è una frazione del comune italiano di Latina, nell'omonima provincia nel Lazio.

## Storia
Nacque tra il  1932 e il 1933 nella zona di "Piano Rosso" per mano dell'Opera Nazionale Combattenti (ONC) come borgata rurale, in funzione della valorizzazione agricola delle terre appoderate.
Il nome Bainsizza fa riferimento ad un altopiano del Carso, tra le valli dell'Isonzo e dell'Idria, a nord di Gorizia. Dal 18 agosto al 12 settembre 1917 si combatté una delle più aspre e sanguinose battaglie della prima guerra mondiale.